# Biegi narciarskie na Mistrzostwach Świata w Narciarstwie Klasycznym 1927
Zawody w biegach narciarskich na III Mistrzostwach świata w narciarstwie klasycznym odbyły się w dniach 3 lutego – 5 lutego 1927 we włoskim mieście Cortina d’Ampezzo. Rozgrywano tylko biegi mężczyzn.

## Terminarz
| Data          | Miejscowość       | Konkurencja                                           | Złoto         | Srebro          | Brąz             |
| ------------- | ----------------- | ----------------------------------------------------- | ------------- | --------------- | ---------------- |
| 7 lutego 1927 | Cortina d’Ampezzo | Bieg indywidualny mężczyzn na 18 km stylem klasycznym | John Lindgren | František Donth | Viktor Schneider |
| 9 lutego 1927 | Cortina d’Ampezzo | Bieg indywidualny mężczyzn na 50 km stylem klasycznym | John Lindgren | John Wikström   | František Donth  |

## Wyniki zawodów

### 18 km techniką klasyczną
- Data 7 lutego 1927

| Medal | Zawodnik              | Narodowość       | Wynik   |
| ----- | --------------------- | ---------------- | ------- |
|       | John Lindgren         | Szwecja          | 1:23:55 |
|       | František Donth       | Czechosłowacja   | 1:29:42 |
|       | Viktor Schneider      | Rzesza Niemiecka | 1:30:47 |
| 4     | John Wikström         | Szwecja          | 1:30:52 |
| 5     | Gustav Müller         | Rzesza Niemiecka | 1:31:00 |
| 6     | Ernst Huber           | Rzesza Niemiecka | 1:31:10 |
| 7     | Otakar Německý        | Czechosłowacja   | 1:31:21 |
| 8     | Daniele Pellissier    | Włochy           | 1:31:57 |
| 9     | Josef Německý         | Czechosłowacja   | 1:32:45 |
| 10    | Vladimír Novák        | Czechosłowacja   | 1:32:51 |
| ...   |                       |                  |         |
| 12    | Bronisław Czech       | Polska           | 1:33:31 |
| 26    | Franciszek Bujak      | Polska           | 1:38:34 |
| 27    | Andrzej Krzeptowski I | Polska           | 1:38:59 |
| 30    | Kazimierz Schiele     | Polska           | 1:40:24 |
| 38    | Aleksander Rozmus     | Polska           | 1:43:58 |
| 40    | Władysław Żytkowicz   | Polska           | 1:45:14 |

### 50 km techniką klasyczną
- Data 9 lutego 1927

| Medal | Zawodnik           | Narodowość       | Wynik   |
| ----- | ------------------ | ---------------- | ------- |
|       | John Lindgren      | Szwecja          | 4:11:52 |
|       | John Wikström      | Szwecja          | 4:29:01 |
|       | František Donth    | Czechosłowacja   | 4:34:54 |
| 4     | Vincenzo Demetz    | Włochy           | 4:51:51 |
| 5     | Hans Theato        | Rzesza Niemiecka | 4:53:06 |
| 6     | Josef Německý      | Czechosłowacja   | 4:54:01 |
| 7     | Josef Feistauer    | Czechosłowacja   | 4:57:04 |
| 8     | Ernst Huber        | Rzesza Niemiecka | 4:59:07 |
| 9     | Daniele Pellissier | Włochy           | 5:00:38 |
| 10    | Antonio Toffoli    | Włochy           | 5:01:09 |
| ...   |                    |                  |         |
| 14    | Franciszek Bujak   | Polska           | 5:10:30 |

## Klasyfikacja medalowa dla konkurencji biegowych MŚ
| Pozycja | Państwo          | złoto | srebro | brąz | razem |
| ------- | ---------------- | ----- | ------ | ---- | ----- |
| 1.      | Szwecja          | 2     | 1      | 0    | 3     |
| 2.      | Czechosłowacja   | 0     | 1      | 1    | 2     |
| 3.      | Rzesza Niemiecka | 0     | 0      | 1    | 1     |